# Sňatečnost
Sňatečnost je demografický proces, který sleduje sňatky jako hromadný jev.
Mezi hlavní ukazatele sňatečnosti patří:
- Hrubá míra sňatečnosti – jedná se o aktuální počet sňatků na 1000 obyvatel.
- Úhrnná sňatečnost – jedná se o pravděpodobnost, že běžný obyvatel v průběhu života vstoupí do manželství.
- Průměrný věk při prvním sňatku – je to zajímavá hodnota z hlediska hodnocení reprodukčního chování populace.

## Výpočet
Seznam demografických ukazatelů sňatečnosti a postup pro jejich výpočet:
- Hrubá míra sňatečnosti (vyjadřuje se v promile, je vztažena vždy na 1000 obyvatel; S = počet sňatků uzavřených v daném roce; P = velikost zkoumané populace):

{\displaystyle s={\dfrac {S}{P}}}
- Míra sňatečnosti podle věku (× = lidský věk, pro který je ukazatel vypočítán; pohl = pohlaví osob, pro které je ukazatel vypočítán):

{\displaystyle s_{x}^{pohl}={\dfrac {S_{x}^{pohl}}{P_{x}^{pohl}}}}
- Míra sňatečnosti svobodných (resp. rozvedených nebo ovdovělých; stav = rodinný stav osoby, tedy svobodný(á), rozvedený(á) nebo ovdovělý(á)):

{\displaystyle s_{x}^{pohl,stav}={\dfrac {S_{x}^{pohl,stav}}{P_{x}^{pohl,stav}}}}
- Redukovaná míra sňatečnosti svobodných (resp. rozvedených nebo ovdovělých osob):

{\displaystyle rs_{x}^{pohl,stav}={\dfrac {S_{x}^{pohl,stav}}{P_{x}^{pohl}}}}
- Úhrná sňatečnost je obvykle vypočítávána jen do věku 50 let:

{\displaystyle us^{pohl}=\sum _{x=16}^{49}rs_{x}^{pohl,svob}}
- Průměrný věk při sňatku:

{\displaystyle xs^{pohl}={\dfrac {\sum _{x=16}^{\infty }x\times s_{x}^{pohl}}{\sum _{x=16}^{\infty }s_{x}^{pohl}}}}
- Průměrný věk při prvním sňatku:

{\displaystyle xs^{pohl,svob}={\dfrac {\sum _{x=16}^{\infty }x\times s_{x}^{pohl,slob}}{\sum _{x=16}^{\infty }s_{x}^{pohl,svob}}}}